# Richard Schallock
Richard Schallock (* 3. Juni 1896 in Strasburg in Westpreußen; † 10. September 1956 in Berlin) war ein deutscher Gewerkschafter und Politiker (SPD, SED).

## Leben
Richard Schallock wurde am 3. Juni 1896 in Strasburg in Westpreußen als Sohn eines Gerichtsvollziehers geboren. Nach dem Besuch der Volksschulen in Köslin, Naugard und Regenwalde ging er von 1910 bis 1913 auf die Präparandenanstalt in Köslin und begann dort im Anschluss das Lehrerseminar. Er nahm seit Oktober 1915 als Soldat am Ersten Weltkrieg teil, wurde zum Unteroffizier befördert und erlitt 1917 eine schwere Verletzung, infolge derer eines seiner Beine amputiert werden musste. Danach kehrte er als Schwerkriegsbeschädigter zurück in seine Heimat, wo er das Lehrerseminar fortsetzte. 1918 bestand er die Erste und 1920 die Zweite Lehrerprüfung. Von 1919 bis 1933 arbeitete er als Volksschullehrer in Köslin.
Neben seiner beruflichen Tätigkeit engagierte sich Schallock für die Gewerkschaftsarbeit. Er war von 1919 bis 1921 Mitglied im Landesvorstand des Preußischen Lehrervereins und des Preußischen Junglehrer-Verbandes, leitete dort die Abteilung für Fortbildung und war seit 1928 Mitglied im Hauptvorstand der Gewerkschaft Deutscher Volkslehrer im Allgemeinen Deutschen Beamtenbund (ADB). Von 1926 bis 1929 war er Vorsitzender des ADB-Ortsausschusses in Köslin, von 1930 bis 1933 Vorsitzender im Hauptvorstand der Allgemeinen Deutschen Lehrergewerkschaft und seit September 1930 auch Mitglied des ADB-Bundesvorstandes. Darüber hinaus fungierte er von 1928 bis 1933 als Vorsitzender des Gauausschusses Pommern des Reichsbundes der Kriegsbeschädigten, Kriegsteilnehmer und Kriegerhinterbliebenen.
Schallock trat 1919 in die SPD ein und war bis 1933 Vorsitzender der Sozialdemokraten für den Bezirk Ostpommern. Von 1924 bis 1933 war er Stadtverordneter in Köslin und dort seit 1932 stellvertretender Stadtverordnetenvorsteher. 1928 wurde er in den Preußischen Landtag gewählt, dem er bis 1933 angehörte. Nach der Machtergreifung der Nationalsozialisten musste er seine politische und gewerkschaftliche Tätigkeit aufgeben, wurde von Juni bis August 1933 in „Schutzhaft“ genommen und mit einem Berufsverbot belegt. In den folgenden Jahren arbeitete er als Versicherungsvertreter. Im November 1943 sowie im August 1944 wurde er erneut in Köslin inhaftiert.
Nach Beendigung des Zweiten Weltkrieges setzte Schallock seine politische und gewerkschaftliche Tätigkeit fort, wurde 1945 wieder Mitglied der SPD und amtierte von Mai bis Juni 1945 als Bürgermeister der Stadt Köslin. Als Köslin an Polen kam, siedelte er in die Sowjetische Besatzungszone (SBZ) über und beteiligte sich im Juli 1945 an der Gründung des Verbandes der Lehrer und Erzieher im FDGB für Groß-Berlin, dem er bis 1948 (zeitweise als Vorstandsmitglied) angehörte. Von Juni 1946 bis Dezember 1949 war er Vorsitzender des Zentralvorstandes der Gewerkschaft Lehrer und Erzieher im FDGB, zunächst ehrenamtlich und seit Mai 1948 hauptamtlich. Von April 1947 bis 1950 war er auch Mitglied des FDGB-Bundesvorstandes.

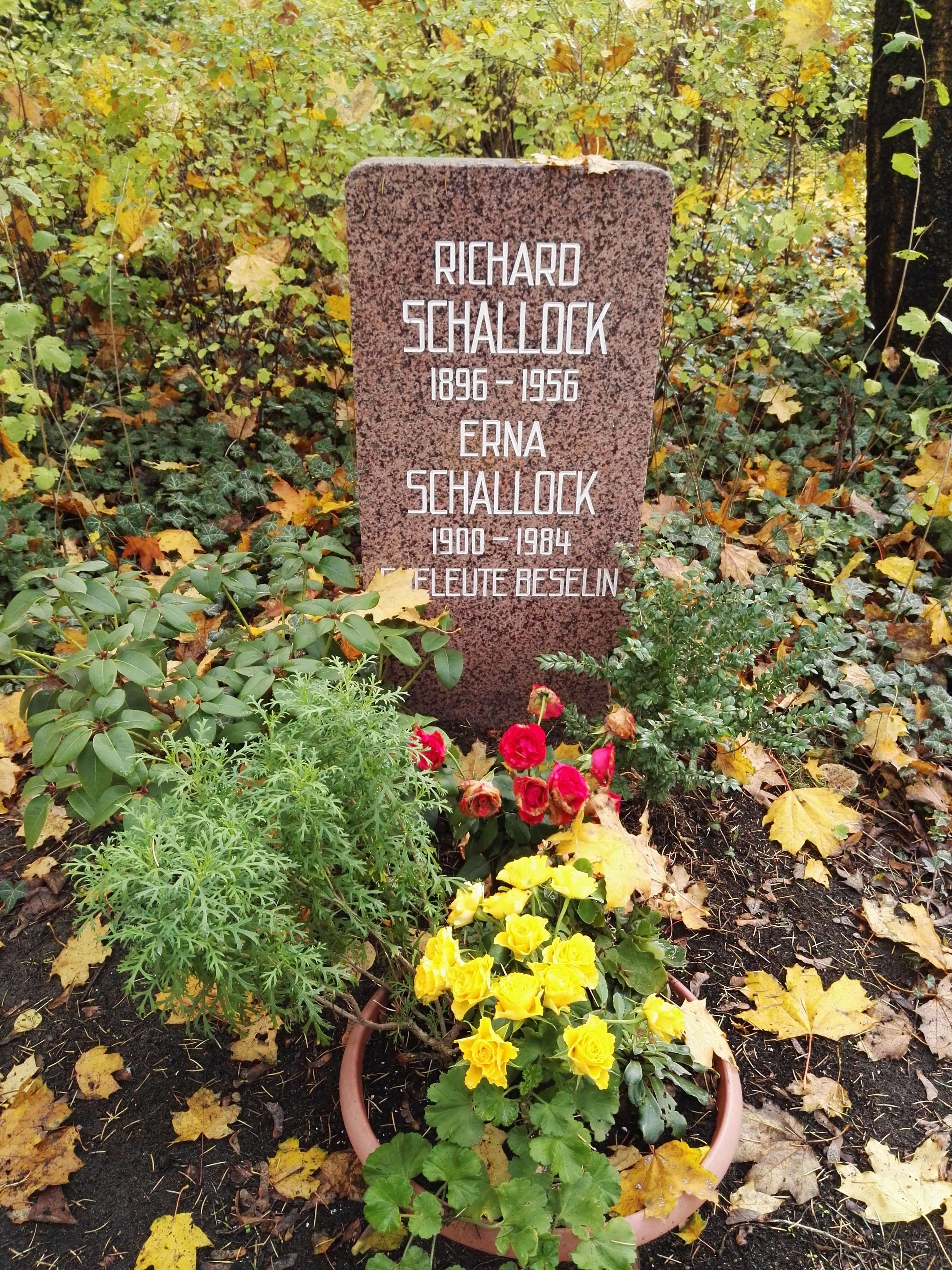
Grabstätte

Schallock wurde im April 1946 im Zuge der Zwangsvereinigung von SPD und KPD zur SED Mitglied der SED. Er war von Januar 1947 bis April 1948 stellvertretender Abteilungsleiter in der Deutschen Verwaltung für Volksbildung der SBZ und amtierte vom 24. März 1949 bis zu seinem Rücktritt aus gesundheitlichen Gründen am 28. November 1951 als Minister für Volksbildung in den von den Ministerpräsidenten Erhard Hübener und Werner Bruschke geführten Regierungen des Landes Sachsen-Anhalt. 1949 wurde er Mitglied des SED-Landesvorstandes und Zweiter Landesvorsitzender der Gesellschaft für Deutsch-Sowjetische Freundschaft in Sachsen-Anhalt.
Richard Schallock starb am 10. September 1956 in Ost-Berlin. Seine Urne wurde in der Gräberanlage „Pergolenweg“ des Berliner Zentralfriedhofs Friedrichsfelde beigesetzt.

## Veröffentlichungen
- Arbeitsgemeinschaften zur Fortbildung der Lehrer und Lehrerinnen, was sie sind und was sie werden sollen. Referat, aus der Vollversammlung des Preußischen Junglehrerverbandes in Magdeburg am 7. Okt. 1920. J. Beltz Langensalza, 1921.

## Auszeichnungen
- 1954 Carl-Friedrich-Wilhelm-Wander-Medaille in Gold
- 1955 Fritz-Heckert-Medaille